# Kazimierz Paszucha
Kazimierz Paszucha, pseud. Abazy (ur. 19 grudnia 1908 w Nowym Targu, zm. 26 maja 1990 w Krakowie) – polski taternik, alpinista, chemik.

## Życiorys
Od początku lat 30. Paszucha uprawiał taternictwo oraz wspinaczkę skalną w Jurze Krakowsko-Częstochowskiej. Należał do grupy „Pokutników” – środowiska krakowskich wspinaczy. Od 1938 był członkiem Klubu Wysokogórskiego, od 1945 działał także jako ratownik górski w Tatrzańskim Ochotniczym Pogotowiu Ratunkowym.
W 1937 ukończył chemię na Uniwersytecie Jagiellońskim, później pracował w wytwórni farb i lakierów oraz w zakładach winiarskich w Krakowie.
Od 1934 do wybuchu II wojny światowej wyznaczył wiele nowych trudnych dróg i ich wariantów w Tatrach. W czasie wojny (w latach 1939–40) należał do tajnej organizacji Orzeł Biały, a po jej zlikwidowaniu ukrywał się w Tatrach wraz z Czesławem Łapińskim, który od tej pory był częstym partnerem wspinaczkowym Paszuchy. W latach 1942–44 wspólnie dokonali ważnych osiągnięć wspinaczkowych przy użyciu pełnej techniki hakowej. W 1942 roku, podczas wspinaczki z Czesławem Łapińskim obluzował mocowanie swastyki powieszonej przez hitlerowców na Mnichu i widocznej znad Morskiego Oka. Podczas wichury znak mający świadczyć o panowaniu Niemców nad Tatrami spadł.
Po zakończeniu II wojny światowej Paszucha prowadził schronisko PTT w Starej Roztoce – najpierw wspólnie z Kazimierzem Janocikiem, a do 1949 samodzielnie. W tym okresie miał kilka ważnych osiągnięć we wspinaczce, zarówno w lecie, jak i w zimie. W 1947 brał udział w wyprawie Klubu Wysokogórskiego w Alpy, podczas której wraz z Łapińskim wszedł północną ścianą na Petit Dru.
W latach 1944–48 współredagował czasopismo „Pokutnik” o tematyce taternickiej. Publikował także w innych czasopismach. Wraz z Adamem Dobrowolskim napisał pierwszy polski przewodnik dla wspinaczy skałkowych, Skałki Podkrakowskie. Przewodnik wspinaczkowy (Warszawa 1955).
Został pochowany na cmentarzu Batowickim w Krakowie (kw. H-CXLIII-4-3).

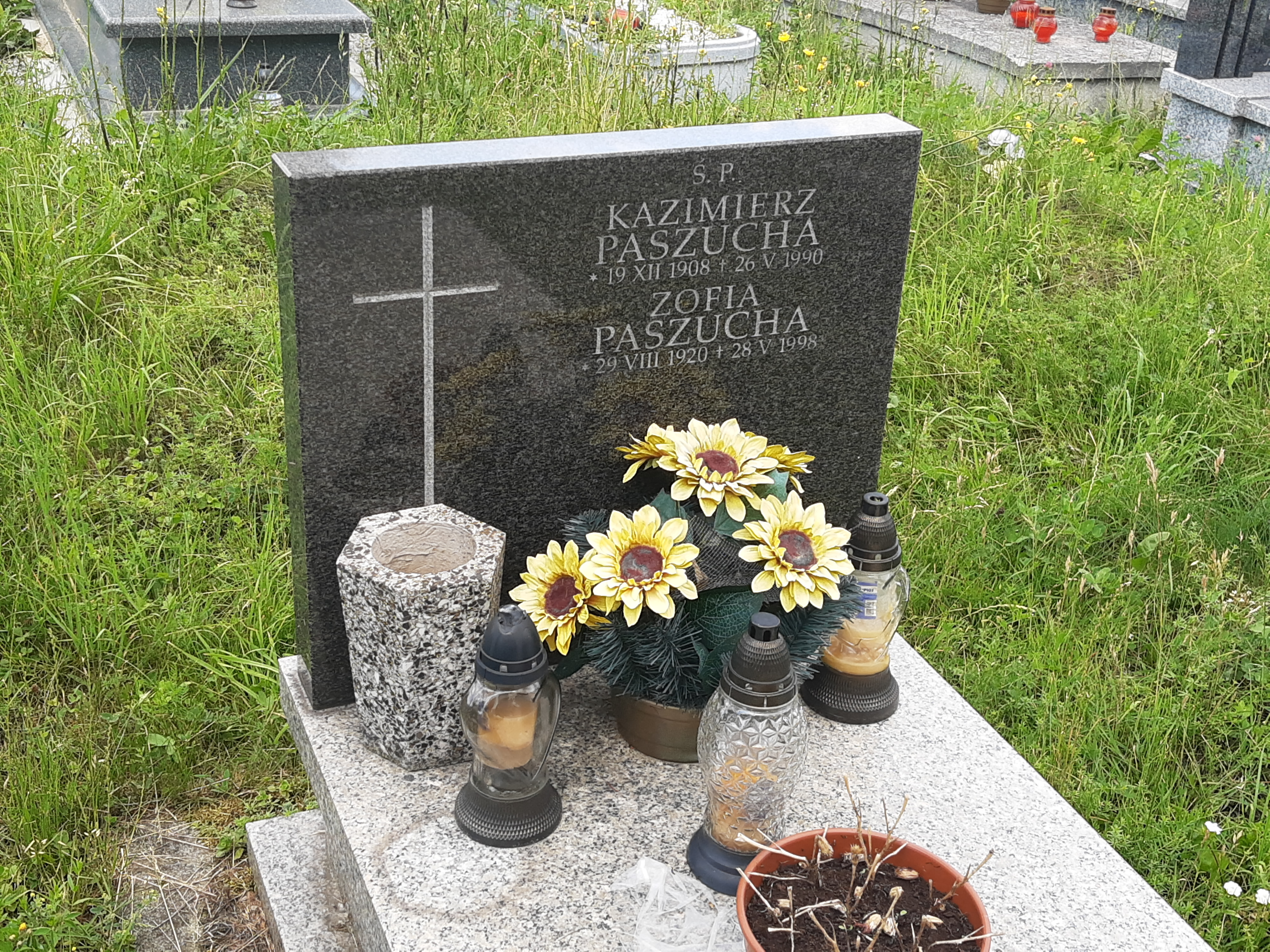
Grób Kazimierza Paszuchy na Cmentarzu Prądnik Czerwony

## Wybrane osiągnięcia wspinaczkowe
- 1939 – droga środkiem południowo-zachodniej ściany Ciężkiej Turni, z Włodzimierzem Gosławskim i Marianem Paullym,
- 1939 – droga wschodnią ścianą Ganku, z Gosławskim i Paullym,
- 1939 – droga zachodnią ścianą Pośredniej Śnieżnej Turni, z Gosławskim i Paullym,
- 1939 – pierwsze wejście zimowe północno-zachodnią ścianą Galerii Gankowej, z Gosławskim
- 1942 – droga górną częścią północno-wschodniej ściany Mnicha, z Czesławem Łapińskim,
- 1942 – droga północno-wschodnią ścianą Kazalnicy Mięguszowieckiej, z Łapińskim,
- 1944 – droga środkiem północno-zachodniej ściany Galerii Gankowej, z Łapińskim,
- 1946 – pierwsze przejście całej grani głównej Tatr Wysokich od Przełęczy pod Kopą do Liliowego w 6 dni bez grupy pomocniczej i przygotowanych wcześniej składów na grani, z Adamem Górką,
- 1948 – pierwsze zimowe przejście fragmentu grani głównej Tatr Zachodnich od Kasprowego Wierchu do Salatyńskiego Wierchu w 3 dni, z Łapińskim,
- 1952 – pierwsze zimowe wejście północną ścianą na Wielki Giewont, z Adamem Dobrowolskim.